# ISS-Expedition 8
ISS-Expedition 8 ist die Missionsbezeichnung für die achte Langzeitbesatzung der Internationalen Raumstation (ISS). Die Mannschaft lebte und arbeitete vom 20. Oktober 2003 bis zum 29. April 2004 an Bord der ISS.

## Mannschaft
- Colin Michael Foale (6. Raumflug), ISS-Kommandant 24. Oktober 2003 bis 26. April 2004 (NASA/USA)
- Alexander Jurjewitsch Kaleri (4. Raumflug), Bordingenieur (Roskosmos/Russland)

### Ersatzmannschaft
die spätere Besatzung der ISS-Expedition 12:
- William S. McArthur, Kommandant (NASA/USA)
- Waleri Iwanowitsch Tokarew, Bordingenieur (Roskosmos/Russland)

## Missionsbeschreibung

### Experimente
Die beiden erfahrenen Raumfahrer Foale und Kaleri bildeten die Mannschaft der achten ISS-Expedition. Hauptaufgabe war die Wartung und Instandhaltung der Systeme der Raumstation. Daneben betreute man eine ganze Reihe wissenschaftlicher Experimente auf den Gebieten Erderkundung, Medizin, Biologie, Physik und Raumfahrttechnologie.
Beim Experiment Crew Earth Observation (CEO) geht es um die Beobachtung und Dokumentation besonderer Formationen und Ereignisse auf der Erde. Dazu zählen u. a. große Flussdeltas, Korallenriffe, Überflutungsgebiete, Gletscher, Gebirge, Einschlagkrater, Erdfalten, ökologisch sensitive Flächen, Wetterphänomene aber auch Brände und Katastrophengebiete. Erfasst werden diese Phänomene sowohl mit automatischen (Window Observational Research Facility WORF) als auch mit Handkameras. Zum Komplex Exploration Research (ESTER) gehört das Fotografieren kurzlebiger Phänomene auf der Erde und der Auswirkungen dieser Ereignisse. Dazu zählen beispielsweise Wirbelstürme oder vulkanische Aktivitäten aber auch die Planktonblüte. Diatomeja untersucht die geografische Stabilität und Konfiguration bioproduktiver Zonen in den Weltmeeren. Dazu werden bei jedem Überflug automatisch Videobilder dieser Gebiete gemacht. Im Rahmen von Earth Knowledge Acquired by Middle School Students (EarthKAM) werden durch das große Fenster im Destiny-Modul Bilder verschiedener Regionen der Erde gemacht und zur Erde übertragen. Die Steuerung der Kamera wird dabei von Schülern in Amerika, Europa oder Asien übernommen. Auch die Auswertung der geografisch, geologisch, ökologisch oder biologisch bedeutsamen Aufnahmen geschieht eigenverantwortlich. Die Kamera wird für diese Untersuchungen in einer speziellen Halterung montiert. Entwicklung und Test von Boden- und Weltraum-gestützten Untersuchungsmethoden zur Vorhersage von natürlichen oder durch den Menschen verursachten Katastrophen ist das Ziel des Experiments Uragan. Molnija SM untersucht die elektrodynamischen Interaktionen zwischen Erdatmosphäre, Ionosphäre und Magnetosphäre bei Gewittern oder seismischen Aktivitäten.
Im Rahmen des Experimentes Biopsy wird den Raumfahrern vor und nach dem Flug Gewebe aus der Wadenmuskulatur entnommen. Dadurch lassen sich Muskelveränderungen durch einen längeren Aufenthalt in der Schwerelosigkeit genauer feststellen. Bei Cardio ODNT wird die Herzaktivität der Raumfahrer bei sportlicher Belastung gemessen. Bei Untersuchungen zu Chromosomal Aberrations in Blood Lymphocytes of Astronauts wird der mutagene Einfluss ionisierender Strahlung auf die Chromosomen der Lymphozyten erforscht. Dazu werden Vergleiche der Lymphozyten vor und nach dem Raumflug angestellt.
Zwischenmenschliche und kulturelle Faktoren können die effektive Zusammenarbeit innerhalb einer Crew beeinträchtigen. Deshalb gehört das wöchentliche Ausfüllen eines speziellen Fragebogens im Rahmen des Experimentes Crew Interaction zu den Pflichten der Raumfahrer. Diese Fragebögen wurden von Psychologen erarbeitet. Einige Fragen betreffen auch die Interaktion mit den Bodenstationen in den USA und in Russland.
Bei Diurez geht es um die Erfassung des Wasser-Salz-Metabolismus und dessen hormoneller Steuerung sowie der Regulation des Blutvolumens in der Schwerelosigkeit und bei der Readaption an die Schwerkraft. Das Ganze geschieht über die Auswertung von Blut- und Urinproben.
Beim Experiment Epstein-Barr-Virus Reactivation wird die Reaktivierung dieser normalerweise harmlosen Viren in der Schwerelosigkeit untersucht. Bei geschwächtem Immunsystem können sie sich stärker vermehren und zu Erkrankungen führen. Etwa 90 % aller Erwachsenen tragen den Epstein-Barr-Virus in ihrem Körper. Über Blut- und Urinproben will man dem Mechanismus der Reaktivierung auf die Schliche kommen.
Mit der Effizienz von Medikamenten in der Schwerelosigkeit befasst sich das Experiment Farma. Untersucht werden Aufnahme, Verteilung und Abbau eines Wirkstoffs mit Hilfe von Speichel- und Blutproben.
Beim neuen Experiment Foot/Ground Reaction Forces During Space Flight (FOOT) werden Veränderungen an Knochen und Muskeln im unteren Bereich des Körpers und an den Beinen gemessen. Dazu trägt der Raumfahrer tagsüber eine spezielle Hose (LEPS – Lower Extremity Monitoring Suit), in der zwanzig sorgfältig platzierte Sensoren untergebracht sind sowie eine Sensorbinde an einem Oberarm. Mit den Sensoren werden die elektrische Muskelaktivität, Beugungswinkel an Hüft-, Knie- und Fußgelenken sowie die Andruckkraft der Füße gemessen und über in den Anzug eingearbeitete Leitungen zu einem Speicher übertragen (max. 14 Stunden). Mit der zusätzlichen Armbinde werden Vergleiche in der Belastung von Armen und Beinen ermöglicht. Außerdem werden Messungen zur Stärke von Knochen und Muskeln vor und nach dem Raumflug auf der Erde vorgenommen.
Bei Gematologija werden die Mechanismen erforscht, die Veränderungen in hämatologischen Blutwerten hervorrufen. Dabei wird venöses und kapillares Blut entnommen, der Zustand der Zellmembranen, der Eisenhaushalt und der Hämoglobingehalt des Blutes ermittelt. Die Messwerte können u. a. Hinweise auf Anämien oder Veränderungen der Lymphflüssigkeit geben.
In der Schwerelosigkeit wird der Bewegungs- und Stützapparat kaum belastet. Resultate sind Muskel- und Knochenverlust. Außerdem bewegen sich Körper unter Mikrogravitation anders, sie fallen nicht nach unten. Statt der gewohnten Wurfparabel ergibt sich praktisch eine geradlinige Flugbahn. Nach kurzer Zeit hat sich das Gehirn darauf eingestellt. Mit dem ebenfalls neuen Hand Posture Analyzer (HPA) sollen diese Anpassungen genauer erforscht werden. Die Apparatur umfasst einen Handgriff mit Druckkraftmesser sowie einen Handschuh mit Sensoren, die Finger- und Handstellung messen und an einen Computer weitergeben. Mit dem Handgriff kann die maximale Druckkraft der Hand gemessen werden. Außerdem ist vorgesehen, dass die Raumfahrer mehrmals eine Kraft von 25 %, 50 % und 75 % ihrer Maximalkraft für 24 Sekunden halten, wobei der Proband eine optische oder taktile Rückkopplung erhält. Mit dem Sensorhandschuh werden Greifübungen überwacht. Dabei kommt es auf Schnelligkeit und Genauigkeit an. Außerdem wird der Handschuh dazu benutzt, die Reaktionen des Probanden zu erfassen, wenn er imaginäre Bälle auf einem Bildschirm erfasst und nach unten wirft. Dies wird mit und ohne Schwerkraftsimulation getestet und ist ein Maß für die Hand-Augen-Koordination sowie die Reaktionsschnelligkeit und die Anpassung an die Umgebungsbedingungen.
Bei Matrjoschka R wird die Strahlung entlang der Flugbahn der Internationalen Raumstation gemessen. Dabei werden die Strahlungswerte in einzelnen Schichten, die einem Körper nachempfunden sind, erfasst. Das entsprechende zylindrische Gerät wurde mit Progress M1-11 im Januar 2004 geliefert und während eines Ausstieges am 26./27. Februar 2004 an der Außenhaut des Moduls Swesda installiert.
Beim Experiment Parodont wird der Mundraum näher erforscht. Unter anderem werden die Konzentration von Immunglobulin, das Mengenverhältnis von Krankheitserregern und Antikörpern sowie die einzelnen Bestandteile der Mikroflora in der Mundhöhle bestimmt. Dazu werden Speichelproben und Zahnabstriche genommen und eingefroren.
Ziel des Experimentes Pilot ist es, über die Simulation einer Roboterfernsteuerung per Laptop und Joystick, die Zuverlässigkeit der Handlungen der Raumfahrer in Abhängigkeit vom aktuellen Stresszustand in verschiedenen Phasen eines Langzeitfluges zu ermitteln. Daraus sollen auch Vorhersagen getroffen werden, wann besonders schwierige Ausgaben in Angriff genommen werden können und wann die Raumfahrer Ruhephasen benötigen.
Im Rahmen des Experiments Profilaktika werden Therapien gegen den Muskel- und Knochenabbau in der Schwerelosigkeit erprobt. Mit Pulse wird die autonome Regulation des Herz-Lungen-Systems in der Schwerelosigkeit untersucht. Beim medizinischen Experiment Renal Stone Risk steht die Untersuchung des Risikos zur Bildung von Nierensteinen während längerer Raumflüge im Mittelpunkt. Dazu wurden von einem Astronauten Urinproben gesammelt, während er sich an eine spezielle Diät hält. Dadurch lassen sich Auswirkungen bestimmter Nahrungsinhaltsstoffe auf den Stoffwechsel analysieren. Im Rahmen der medizinischen Untersuchung Sprut MBI wird die Menge und Verteilung des Blutes im menschlichen Organismus ermittelt. Dabei sind vor allem Veränderungen im Verhältnis zwischen zellularem (intrazellulär) und im Kreislauf befindlichem Blut (interzellulär) interessant.
Biodegradatsija hat die Entwicklung von Sicherheitsmechanismen gegen biologische Kontamination struktureller Teile der Raumstation zum Ziel. Dabei werden die Anfangsstadien der Besiedlung struktureller Materialien durch Mikroorganismen untersucht. Dazu werden Bioproben genommen, Fotos gemacht und die Sensitivität der Organismen gegen verschiedene Gifte getestet.
Das Ziel des Experimentes Bioekologija ist die Züchtung von Bakterienstämmen, die Rohöl, Pflanzenschutzmittel oder Polysaccharide zersetzen können. Mikroorganismen sind sie ein natürlicher Bestandteil unserer Umwelt und oftmals unverzichtbar.
Von Interesse beim Experiment Biorisk ist für die Forscher der Einfluss der Sonnenaktivität auf Modifikationen (Phänotyp) und Mutationen (Genotyp) sowie die Entwicklung von Resistenzen und Aggressivität. Gleichzeitig soll aber auch abgeschätzt werden, inwiefern nützliche Bakterien bei einem längeren Aufenthalt im Weltraum lebensfähig bleiben.
Das Experiment Brados dient der genauen Bestimmung der tatsächlichen Strahlenbelastung der Besatzung. Dazu kommen neben bewährten Dosimetern auch neuartige Systeme zum Einsatz, die Thermoluminiszenz, Halbleitermaterialien, Samen höherer Pflanzen oder Bakterien (z. B. Yersinien) als Detektoren verwenden. Neben der Strahlendosis können auch die direkten biologischen und genetischen Auswirkungen festgestellt werden.
Mit dem Komplex Cellular Biotechnology Operations Support System (CBOSS) wird das Wachstum verschiedener Zellarten analysiert. Dazu verfügte CBOSS über eine ausgeklügelte Temperatursteuerung, eine Anlage zum Einfrieren der fertigen Proben, ein System zur Regulation der Gaszufuhr sowie einen Behälter zur Aufnahme von bis zu 48 Proben. In der Schwerelosigkeit wächst Gewebe auch ohne spezielle Stützstrukturen in drei Dimensionen ungehindert. Die Untersuchungen der Zellkomplexe sollen vor allem neue Erkenntnisse über das Wachstum von Krebszellen ermöglichen. Man hofft, es aber auch zu funktionierenden Organteilen heranziehen zu können. Nach einer unterschiedlich langen Wachstumsphase bei idealen Bedingungen können die Proben einzeln chemisch fixiert oder eingefroren werden. Die genaue Analyse erfolgt auf der Erde.
Die Group Activation Packs Yeast dienen der Überprüfung der Rolle individueller Gene bei Hefe als Reaktion auf die Schwerelosigkeit. Interleukin K hat die Herstellung verschiedener biologischer Substanzen zum Ziel. Diese sind zum einen Interleukin, zum anderen ein Interleukin-Rezeptor-Antagonist. Interleukine sind körpereigene Botenstoffe, die auf natürlichem Wege in Lymphozyten hergestellt werden und das menschliche Immunsystem regulieren. Seit den achtziger Jahren können Interleukine auch künstlich hergestellt werden.
Beim KAF-Experiment werden gentechnisch veränderte Molekülkomplexe der Typen Caf 1 und Caf 1M mit synthetischen Proteinen hergestellt. Dabei werden die besten Bedingungen erforscht, unter denen biologisch aktive Substanzen, wie Zytokine (Botenstoffe des Immunsystems) und schützende Antigene, in der Schwerelosigkeit künstlich produziert werden können.
Mit dem Experiment Meschchlednoje Vzamiodeistwije (Intercellular Interactions) wird der Einfluss der Mikrogravitation auf die Beschaffenheit von Zelloberflächen sowie auf die Wechselwirkungen zwischen Lymphozyten in einer Zellkultur (K-562) erforscht. Mimetik K dient der Entwicklung einer neuen Klasse von Medikamenten. Hierbei wird ein Antigen bindendes Fragment eines monoklonalen Antikörpers an Glukosaminilmuramildipeptid hergestellt.
Beim Experiment Rastenija 2 werden höhere Pflanzen (z. B. Salatpflanzen) im LADA-Gewächshaus (NASA-Bild links oben) gezogen. Diese könnten wichtige Vitaminlieferanten im Weltraum sein. Von Interesse ist der Einfluss der Schwerelosigkeit auf Wachstum und Entwicklung der Pflanzen. Untersucht werden aber auch die Funktionalität des Gewächshauses, die Widerstandsfähigkeit und die Anpassung an die außergewöhnlichen Bedingungen im Weltraum (Mikrogravitation, Strahlung) und die Ethylenkonzentration im russischen Segment der ISS. Beim Experiment Vakzina K werden Protein-Vorläufersubstanzen hergestellt, die gegen virale Erkrankungen, speziell HIV, eingesetzt werden könnten.

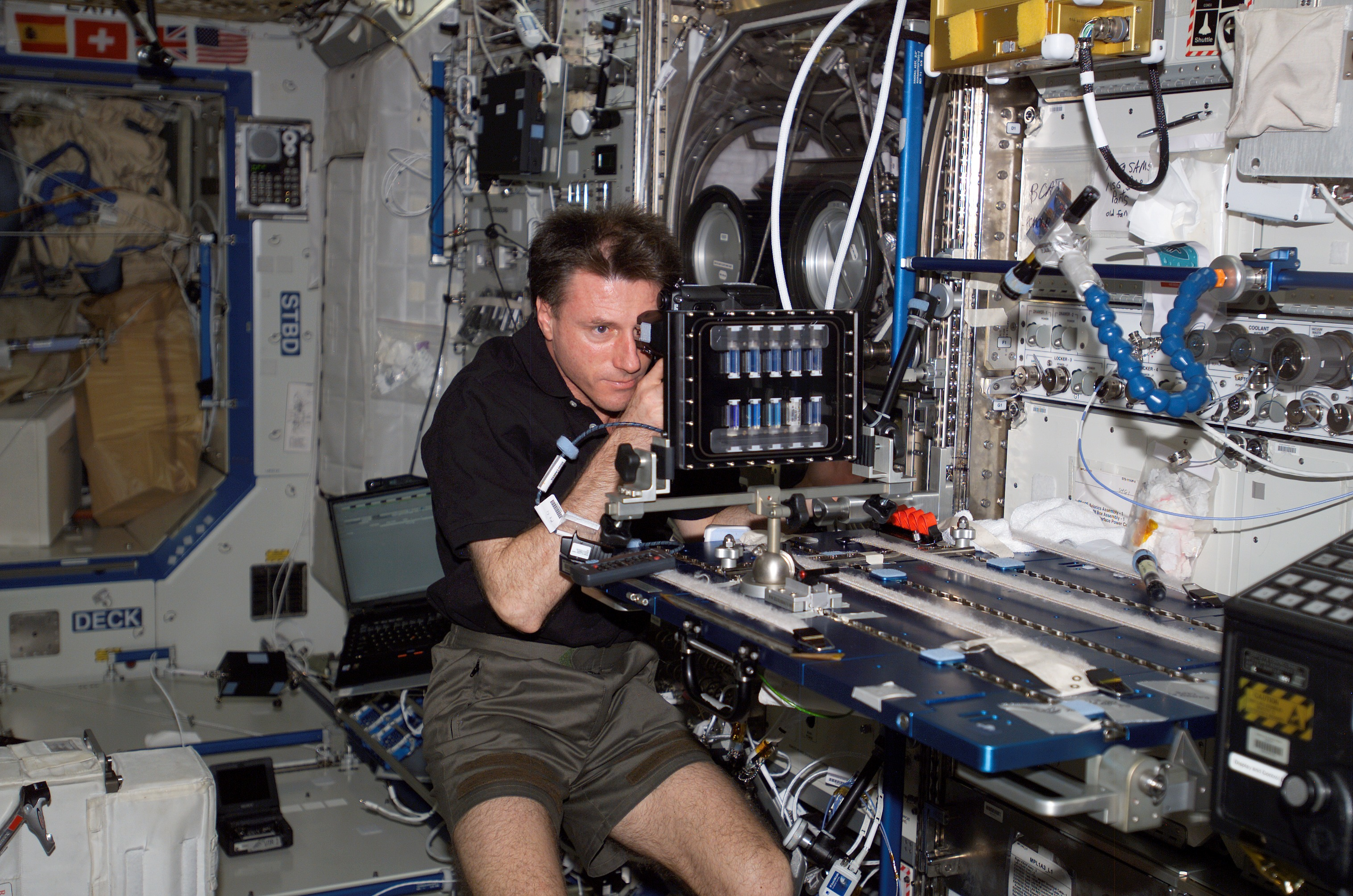
Michael Foale fotografiert Proben von BCAT-3 im Destiny-Labor.

Im Rahmen des Binary Collodial Alloy Tests (BCAT-3) wird das Langzeitverhalten von Kolloiden in der Schwerelosigkeit untersucht. Da hier die durch die Gravitation verursachten Vorgänge der Sedimentation und Konvektion ausgeschlossen sind, können die rein stoffbedingten Vorgänge beobachtet werden. Dazu werden regelmäßig Bilder der sich entwickelnden Proben zur Erde übermittelt.
Die Viskosität von Flüssigkeiten in der Schwerelosigkeit, also ohne den Einfluss der Gravitation wird im Rahmen von Fluid Merging Viscosity Measurement (FMVM) untersucht. Dabei lässt man zwei Tropfen unterschiedlicher Flüssigkeiten nach ihrer Berührung allein durch die Adhäsionskräfte ineinander laufen, wobei die inneren Widerstände der betreffenden Stoffe, darunter Honig, Glycerin und Silikonöl, gemessen werden.
Materials ISS Experiment (MISSE) umfasst etwa 750 verschiedene Materialien, deren Beständigkeit unter den rauen Bedingungen des Weltalls getestet werden. Sie sind in Boxen untergebracht und sollen in mehr oder weniger regelmäßigen Abständen gewechselt werden. Dazu gehören ultraleichte Membranen, Verbundstoffe, Keramiken, Polymere, Strahlungsschilde, Abdeckungen, Schalter, Solarzellen, Sensoren, faltbare Spiegel, optische Gläser, Saatgut, Pflanzenteile und Bakterien. An der Außenseite des Moduls Swesda befinden sich zudem Detektoren, durch welche sich die Häufigkeit und Beschaffenheit von Mikrometeoriten mit Durchmessern von 10 bis 60 Mikrometern erfassen lassen. Ziel des Experiments Meteoroid, zu dem diese Sensoren gehören, ist eine Vorhersage der zu erwartenden Erosion der Außenhaut des Servicemoduls in den kommenden Jahren. Mit dem japanischen Micro Particles Capturer (MPC) werden natürliche Mikrometeoriten und durch die Raumfahrt verursachte Staubpartikel gesammelt. Die ergänzende Space Environment Exposure Device ist außenbords am Servicemodul Swesda angebracht und setzt verschiedene Materialien den Umweltbedingungen des Weltraums aus. Zu diesen Materialien gehören u. a. Farbstoffe, Isolationsmaterialien und feste Schmierstoffe.
Kristalle aus der Gasphase (Spray) werden beim Plasma Kristall Experiment der ESA gezogen. In der Microgravity Science Glovebox wird das Experiment Pore Formation and Mobility Investigations (PFMI) durchgeführt. Es beschäftigt sich mit Erstarrungsprozessen. Beim Erstarren von Metallschmelzen steigen in der Schwerelosigkeit kleine Gasbläschen nicht nach oben, sondern bilden porenartige Materialdefekte. Die Entstehung derartiger Poren und ihre Bewegung während des Erstarrungsprozesses soll durch die Verwendung eines transparenten und elastischen Materials beobachtet werden können. Man verwendet als Grundmaterialien Bernsteinsäurenitrile (Succinonitrile) und Wasser. Auf der Erde treten Materialmängel durch mikroskopische Bläschen ebenfalls auf. Dadurch können große Schäden entstehen, beispielsweise beim Bruch einer Turbinenschaufel in einem Flugzeugtriebwerk. Verwendet werden mehrere zylindrische Probenbehälter, die nacheinander in die Schmelzzone gelangen. Ein Schmelzen-Erstarren-Zyklus dauert mehrere Stunden. Dabei lassen sich Temperatur und Wachstumsrate von der Erde aus steuern. Der Fortgang des Experimentes wird durch eine Videokamera übertragen. Gemessen werden Bläschenzahl und -größe sowie deren Bewegungen und Wechselwirkungen untereinander.
Bei Protein Crystal Growth - Single Thermal Enclosure System (PCG-STES) kommen unterschiedliche Probenbehälter zum Einsatz. Sie enthalten normalerweise 81 verschiedene Kammern, in denen individuelle Experimente mit verschiedenen Proteinen ablaufen. Endprodukt der mehrmonatigen Kristallisationsphase sind extrem große, reine und fehlerarme Kristalle, die sich besonders gut zur Analyse mittels Neutronenbeugung eignen.
Beim Experiment Viscose Liquid Foam - Bulk Metallic Glass (Foam-BMG) wird ein Gas in eine Metallschmelze gepumpt. Die Schmelze wird unterkühlt und erstarrt irgendwann schlagartig in aufgeschäumter Form. Ein solches Material, das fester als normale Metalle oder Keramiken ist, nennt man metallisches Glas. Erforscht wird, unter welchen Bedingungen möglichst große und regelmäßige metallische Gläser entstehen.
Untersuchungen zur Bewegung von Flüssigkeiten in Kapillaren mit großer und komplexer Geometrie werden im Rahmen des Cappillary Flow Experiments durchgeführt. Wärmetauscher, die ohne Pumpen funktionieren, könnten in zukünftigen Raumfahrtzeugen eingesetzt werden.
Mit dem Global Time System wird ein Verfahren erprobt, bei dem die Zeitsignale zur Synchronisation von Uhren aus der Internationalen Raumstation kommen. Sie werden auf Frequenzen im Bereich von 400 MHz und 1,5 GHz ausgestrahlt. Das Experiment läuft, wie viele Langzeituntersuchungen, vollautomatisch ab.
Bei Identifikatsija geht es um die strukturellen Belastungen der Station bei Kopplungsmanövern, Kurskorrekturen, sportlichen Aktivitäten der Besatzungsmitglieder sowie Außenbordarbeiten. Dazu werden Beschleunigungswerte in unterschiedlichen Teilen der Station mit linear-optischen und konventionellen Systemen gemessen. Die Qualität der Mikrogravitation an Bord in Abhängigkeit vom aktuellen Arbeitsmodus wird ebenso beim Experiment Izgib untersucht. Zum selben Komplex gehören auch MAMS und SAMS. Mit dem Microgravity Acceleration Measurement System (MAMS) werden Beschleunigungen der gesamten Station durch Kopplungen oder Antriebsphasen gemessen. Diese Ereignisse stören die Mikrogravitation innerhalb der Station. Allerdings sind diese Störungen niederfrequent und kurzzeitig. Bei empfindlichen Experimenten z. B. zur Kristallbildung spielen sie aber durchaus eine Rolle. Wachsende Kristalle zeigen dann geringe Abweichungen von der Idealstruktur. Das Space Acceleration Measurement System (SAMS) ist im Labormodul Destiny untergebracht und dient der Erforschung des Einflusses von Bordaktivitäten wie Sport oder Triebwerkszündungen auf gravitationsempfindliche Experimente in unterschiedlichen Bereichen der Station. Die fünf Sensoren, mit denen die Mikrogravitation gemessen wird, befinden sich in der Nähe laufender Experimente.
Bei Iskaschenije sind magnetische Interferenzen und ihre möglichen Auswirkungen auf die Durchführung von Experimenten sowie die Orientierung am Erdmagnetfeld Untersuchungsgegenstand. Mit Kromka werden außenbords Partikel gesammelt, die sich von den Triebwerken des Moduls Swesda lösen. Deren Analyse soll später zur Konstruktion besserer Antriebssysteme führen. Platan ist eine Detektoreinheit, mit der schwere Kerne (Eisen-Gruppe) der galaktischen und solaren Partikelstrahlung sowie deren Energie gemessen wird. Sie wird auf Swesda montiert und wurde nach ein bis zwei Jahren zur Erde zurücktransportiert. Hier kann durch chemische Untersuchungen auf die Art der Ionen und durch die Einschlagtiefe in die 20 bis 100 mm dicken mehrlagigen Folien sowie die Form der Mikrokrater auf deren Energie geschlossen werden. Platan M ist für Partikel mit Energien zwischen 30 und 200 MeV entwickelt worden. Hauptziel ist es, Fluss und Energiespektrum der am stärksten ionisierenden Komponenten der kosmischen Strahlung während unterschiedlicher Phasen der Sonnenaktivität zu erfassen um zukünftige Schutzeinrichtungen planen zu können.
Privijazka befasst sich mit Formveränderungen des russischen Teils der Station. Dem Studium chemiluminiszenter Reaktionen und atmosphärischer Leuchterscheinungen als Resultat der Wechselwirkung von Triebwerksabgasen mit der oberen Erdatmosphäre widmet sich das Experiment Relaksatsija. Die Untersuchungen finden vor allem im UV-Bereich statt. Ziel des Experimentes Skorpion ist die Entwicklung eines verbesserten Systems zur Erfassung von Umweltparametern. Dazu gehören Mikrogravitation, elektromagnetische Felder, Teilchenstrahlung sowie klimatische Bedingungen. Für viele Experimente ist es wichtig, die genauen Umweltbedingungen zu kennen, um die erreichten Resultate richtig bewerten zu können.
Synchronized Position Hold, Engage, Reorient Experimental Satellite, kurz SPHERES ist die Bezeichnung eines neuen, komplexen Experiments, bei dem sich kleine, autonome „Indoor“-Satelliten, die durch Kohlendioxidgas angetrieben werden, untereinander abstimmen und gemeinsame Operationen ausführen sollen. Zunächst werden einzelne Komponenten innerhalb der Station erprobt.
Im Mittelpunkt des Experimentes Tenzor steht die Erprobung neuer Techniken, die Bewegungscharakteristik der ISS genauer bestimmen zu können. Dazu gehören Trägheitsmomente, der Luftwiderstand der wachsenden Station und die genaue Bestimmung ihres Schwerpunktes.
Mit Toksichnost wird ein Schnelltest für die Qualität des Trinkwassers an Bord der Station entwickelt und erprobt. Zum Experiment gehört das Messgerät Biotoks-10K. Mit diesem lässt sich die Toxizität von Wasserproben ermitteln. Dies geschieht mittels eines selbst leuchtenden mikrobiologischen Sensors. Variationen in der Leuchtintensität lassen Rückschlüsse auf Verunreinigungen der untersuchten Flüssigkeit zu. Die Forschungen sollen letztlich zu einem serienreifen Gerät führen.
Im Rahmen von Vektor T werden die Bewegungsparameter der Station mittels GLONASS-Sensoren gemessen. GLONASS ist das russische Gegenstück zum amerikanischen Global Positioning System (GPS). Ziel ist die Erarbeitung einer möglichst genauen Vorhersage der Bahnänderungen infolge der Bremswirkung der Restatmosphäre.

### Aktivitäten
Nach den gemeinsamen Arbeiten mit Pedro Duque im Rahmen des Cervantes-Programms begann die Stationsroutine. Neben den wissenschaftlichen Forschungen, insbesondere mit/zu Hand Posture Analyzer, Renal Stone Risk, Crew Interactions, Capillary Flow Experiment, EarthKAM, Crew Earth Observation, Pilot, Binary Colloidal Alloy Test 3, SPHERES, Profilaktika, Foot/Ground Reaction Forces During Spaceflight, Pore Formation and Mobility Investigation, Plasma Kristall Experiment 3, In Space Soldering Investigation, Rastenija 2, Group Activation Pack Yeast und weiteren medizinische Untersuchungen, u. a. mit einem Ultraschallsensor in der Human Research Facility (Advanced Diagnostic Ultrasound in Microgravity) sowie der Herstellung reiner Proteinkristalle mit verschiedenen Anlagen standen körperliches Training und vielfältige Wartungsarbeiten auf dem Programm. Dazu gehörten Batteriewechsel, der Austausch von Rauchmeldern, regelmäßige Inspektionen der Außenhaut der Station mit Kameras am Manipulatorarm der Station, Lecktests, sowie Be- und Entladearbeiten.
Anfang Januar 2004 stellte man einen leichten Druckverlust in der Station fest. Deshalb zog sich die Besatzung für zwei Tage ins Wohnmodul Swesda (verbunden mit Pirs, Progress M48 und Sojus TMA-3) zurück. Sarja (mit PMA-1), Unity (mit Quest) und Destiny waren auf diese Art isoliert. Nachdem man festgestellt hatte, dass der Druckverlust seine Ursache im Labormodul Destiny hatte, war die Ursache schnell gefunden. Eine elastische Verbindung zwischen den beiden Scheiben des großen, optischen Fensters des Moduls war beschädigt. Nach einer provisorischen Reparatur wurde ein Austauschteil Ende Januar mit Progress M1-11 geliefert und Anfang März eingebaut. Zur gleichen Zeit gab es auch einige Probleme mit dem Sauerstoffgewinnungssystem Elektron im Modul Swesda. Während der lang anhaltenden Fehlersuche wurde Sauerstoff aus den Progress-Frachtern sowie aus Feststoffkapseln genutzt (13 Solid Fuel Oxygen Generation Canisters von mehr als 100 wurden verbraucht). Schließlich wechselte man dann doch größere Einheiten und brachte die Anlage damit wieder zum Laufen. Im Februar gelang auch die Reparatur des Kreiselstabilisierungssystems des Laufbandes (Treatmill Isolation and Stabilisation TVIS) durch den Austausch eines defekten Kugellagers am Gyroskop.
Während eines Ausstieges am 26./27. Februar 2004 demontierten Kaleri und Foale einen Container eines russischen Materialexperimentes auf Pirs, wechselten zwei Probenpaletten am japanischen MPAC/SEED und installierten das Strahlungsmessexperiment Matrjoschka R an der Außenseite von Swesda. Der für fünfeinhalb Stunden vorgesehene Ausstieg wurde auf drei Stunden und 55 Minuten gekürzt, weil es Probleme mit dem Kühlsystem in Kaleris Anzug gab. Nach dem Ausstieg fand Michael Foale heraus, dass nur eine Leitung dieses Kühlsystems geknickt war und deshalb das Kühlmittel nicht mehr richtig zirkulieren konnte. Dadurch entfiel aber die geplante Verlegung von mehreren Abgasreflektoren. Sie stören aber erst dann, wenn das europäische Versorgungsfahrzeug ATV am Heck der Station andockt.
Während der Mission fanden viele Pressekonferenzen statt, u. a. zur Ehrung des ersten Motorfluges der Brüder Wright. Außerdem sprachen die Raumfahrer mehrfach mit Schülern amerikanischer Schulen und fertigten kleine Lehrfilme zu Bewegungen in der Schwerelosigkeit an. Nach dem Andocken der Nachfolgebesatzung nahmen Foale und Kaleri in geringem Umfang an deren Forschungsprogramm teil. Ein kleines Heliumleck im Antriebssystem von Sojus TMA-3 stellte für die Landung am 30. April 2004 kein echtes Problem dar.